# Madagaszkári faunaterület

Az afrotropikus és a madagaszkári faunaterület

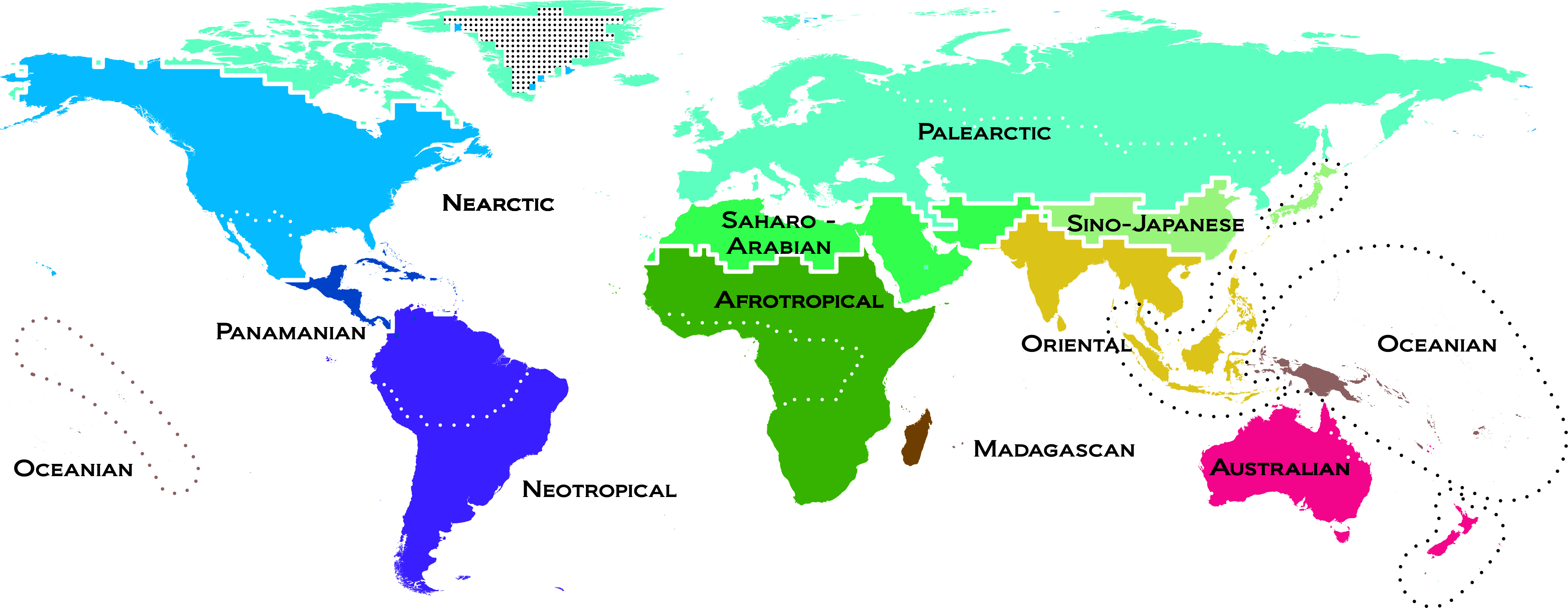
Faunabirodalmak a Koppenhágai Egyetem (Center for Macroecology, Evolution and Climate) szerint

A palearktikus faunatartomány

A Föld Dudich-féle állatföldrajzi felosztása szerint az madagaszkári faunaterület az északi faunabirodalom (Arctogea) egyik legdélibb, az Indiai-óceán szigeteinek többségét magába fogó része. Több korszerű beosztásban önálló faunabirodalomnak tekintik.
A WWF 8 ökozónára osztja a Földet, eszerint a terület megnevezése madagaszkári ökozóna.

## Elhelyezkedése, határai
A névadó Madagaszkár mellett ide tartozik az Indiai-óceán nyugati medencéjének legtöbb szigete, így:
- a Comore-szigetek és a Mascarenhas-szigetcsoport tagjai (egyebek közt Réunion és Mauritius), tehát a Madagaszkártól keletre húzódó Mascarenhas-plató tengerszint fölé emelkedő csúcsai, valamint
- az Egyenlítőhöz közeli Seychelle-szigetek.

Nem ide tartoznak az óceán keleti medencéjének szigetei, amelyek közül a legnagyobb, Srí Lanka (a környező kis szigetekkel) ceyloni faunatartomány néven az orientális faunaterület önálló faunatartománya.
Az óceán déli szigetei:
- Prince Edward-szigetek,
- Amszterdam-sziget,
- Szent Pál-sziget
- Kerguelen-szigetek stb.

az antarktikus faunabirodalomhoz sorolt, illetve afelé mutató, átmeneti jellegű szárazulatok.

## Állatföldrajzi tartományai
Legjelentősebb és legismertebb faunatartománya a madagaszkári, tehát maga a névadó sziget (a környező kisebb szigetekkel). A továbbiakban ennek állatvilágát ismertetjük.

## Kialakulása
A mai Madagaszkár 170 millió éve a Gondwana szuperkontinens közepén helyezkedett el. Amikor ez mintegy 135 millió éve feldarabolódott, Madagaszkár Indiával, Ausztráliával és az Antarktisszal együtt szakadt el a mai Afrikától; utóbbi kettőtől (Indiával együtt) mintegy 100–130 millió éve vált külön. Indiától mintegy 88 millió éve, a kréta időszak vége felé vált el; azóta önálló sziget.
A hosszú elszigeteltség miatt állatvilága alapvetően önállóan fejlődött, csak néhány faj tutajozott át Afrikától elválasztó tengerszoroson.

## Éghajlata, növényzete
Madagaszkár éghajlata trópusi. Az uralkodó passzátszél keletről fúj, emiatt a sziget keleti oldala szeles és esős, a nyugati pedig esőárnyékos. A keleti oldalon az éves csapadék elérheti a 4000 mm-t — ez a nyugati oldalon 500 mm-re csökken. A forró esős évszak (nyár) novembertől áprilisig tart, a tél hűvösebb és szárazabb.
A változatos éghajlat és domborzat eredményeként a növényvilág is fajgazdag — méghozzá úgy, hogy a sziget mintegy 10 000 növényfajának 90%-a endemikus. A keleti lejtőket és parti síkságokat eredetileg trópusi esőerdő borította, de ennek nagy részét kiirtották. A szárazabb nyugati oldalon trópusi lombhullató erdők települtek meg, a legszárazabb vidékeken pedig félsivatagi tüskés bozótok.

## Állatvilága
A faunaterület állatvilága meglehetősen egységes és önálló; ezért is szokás önálló ökozónaként elkülöníteni.
Madagaszkár állatvilága zömmel a Gondwana ősi, erdei faunájának utóda — ehhez hasonlóak lehetett Afrika állatai a Siwalik-fauna fajai (jellemzően a patások és a ragadozók) betelepülése előtt. Bevándorlók szórványosan később is érkeztek — méghozzá nemcsak Afrikából, hanem a passzátnak köszönhetően az orientális régióból is. A viszonylagos elszigeteltség okán azonban Madagaszkár faunája telítetlen.
Az itt megtelepült állatcsoportok közös jellemzője a diverzifikáció és az endemizmus.

### Emlősök
A mintegy 100 fajt számláló makialkatúak (Lemuriformes) annyira különböznek afrikai és ázsiai rokonaiktól, hogy külön családba sorolják őket. Fejlődésük erősen differenciálódott:
- Mintegy 30 millió éve váltak külön a többiektől a makifélék (Lemuridae); ezek legismertebb képviselője a gyűrűsfarkú maki, (katta, Lemur catta),
- Körülbelül 28 millió éve különültek el az ugrómakifélék (Indriidae); ezek közé tartozik az ugyancsak meglehetősen ismert
  - indri (Indri indri) és
  - a diadémszifaka (Propithecus diadema)
- A „maradékban” körülbelül 25 millió éve vált külön a fürgemakifélék (Megaladapidae) fejlődése a törpemakifélékétől (Cheirogaleidae). A fürgemakiknak (Lepilemuridae) egyetlen neme ismert 26 fajjal (Lepilemur spp.).
- A törpemakifélék (Cheirogaleidae) mintegy 30 fajának példája az egérmaki (Microcebus murinus).

A karmosmaki-alkatúak (Chiromyiformes) a késő eocénban különültek el a makialkatúaktól. Egyetlen ma élő fajuk, a véznaujjú maki (aye-aye, Daubentonia madagascariensis) azt a szerepet tölti be Madagaszkár élővilágában, mint nálunk a harkályfélék.
A ragadozók egyetlen családja a madagaszkári cibetmacskaféléké (Eupleridae) kilnenc recens és egy néhány száz éve kihalt fajjal. Közülük legismertebb a fossza (Cryptoprocta ferox).
A sok denevérfaj közül a legjellegzetesebbek a repülőkutyafélék (Pteropodidae); ezek Madagaszkáron érik el elterjedésük nyugati határát.
Az endemikus tanrekféléket (Tenrecidae) régebben a rovarevők közé sorolták. Ezek igencsak különböző ökológiai fülkék betöltésére specializálódtak ennek megfelelően igen változatos formákkal. Így a süntanrek (Setifer setosus) megjelenése, életmódja és védekezése is a megtévesztésig hasonlít a sünökére, ami a konvergens evolúció kiváló példája.

### Madarak
Endemikus a lábasguvatfélék (Mesitornithidae) családja három gyöngén repülő, talajlakó fajjal.
Ugyancsak bennszülött
- a bársonypittafélék (Philepittidae) családja négy és
- a vangagébicsfélék (Vangidae) családja 22 fajjal.

### Hüllők
A faunaterületen egyáltalán nincsenek mérges kígyók; az óriáskígyók:
- madagaszkári falakóboa (Sanzinia madagascariensis)
- Duméril-boa (madagaszkári talajlakó boa, Acrantophis dumerili

ősei dél-amerikai kapcsolatokra (neotropikus faunatartomány) utalnak.
Ugyancsak neotropikus kapcsolatot jeleznek a leguánfélék (Iguanidae).

### Kétéltűek
A kétéltű fajok ősei valószínűleg Dél-Ázsia (az orientális faunaterület) felől települhettek be. Az Afrikában honos taxonok közül hiányoznak a karmosbéka fajok (Xenopus spp.) és a varangyfélék (Bufonidae), viszont megtalálhatók az Afrikából hiányzó ásóbékafélék (Pelobatidae). Az evezőbékafélék (Rhacophoridae) is (Rhacophoridae) ősei is Ázsiából tutajozhattak át.